# Transcarpátia

Brasão de armas dos Rusyns

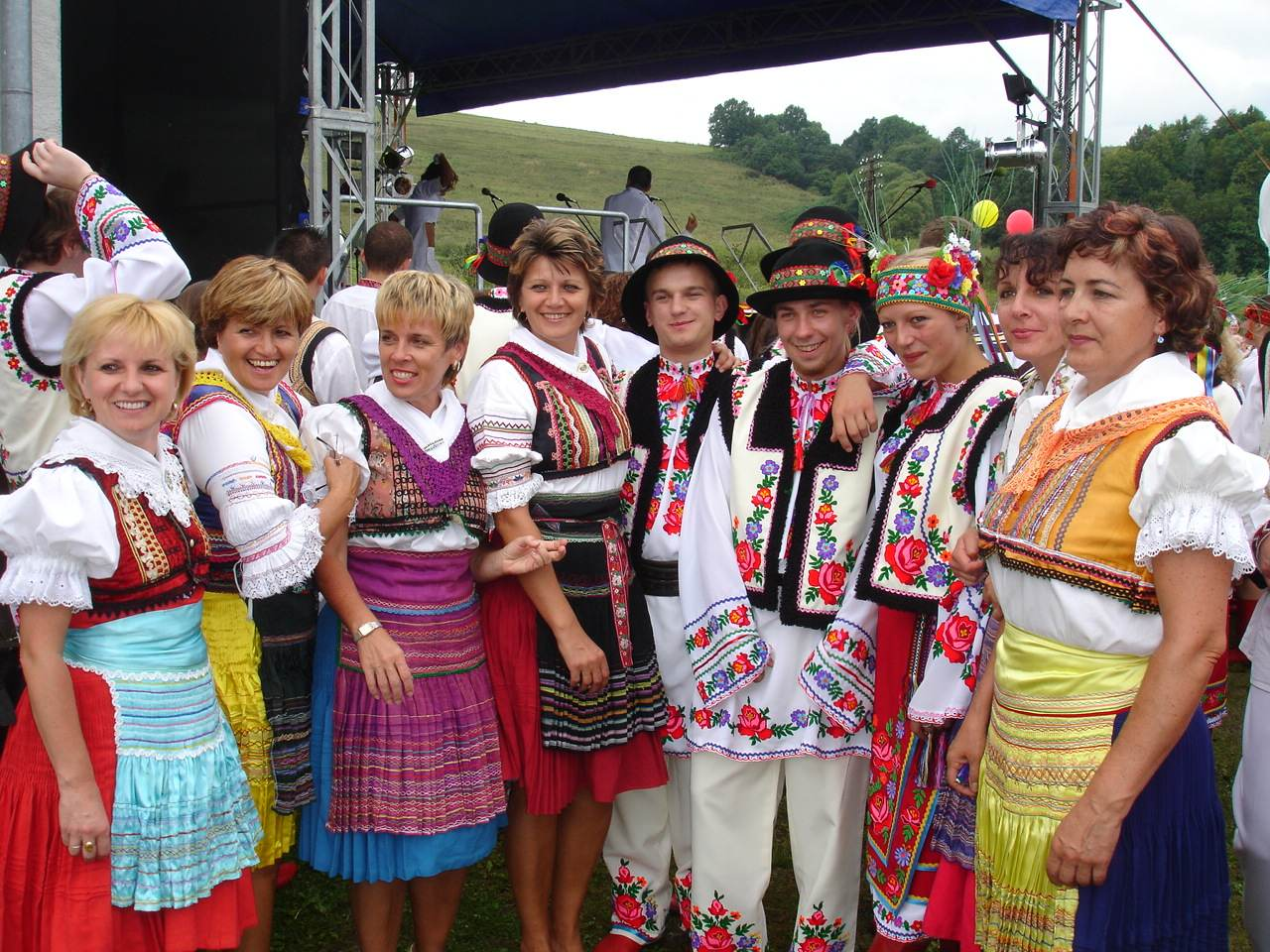
Carpatho-Rusyn sub-groups - Prešov area Lemkos (left side) and Przemyśl area Rusyns in stylised traditional folk-costumes. Photo: Village Mokre near Sanok. 2007

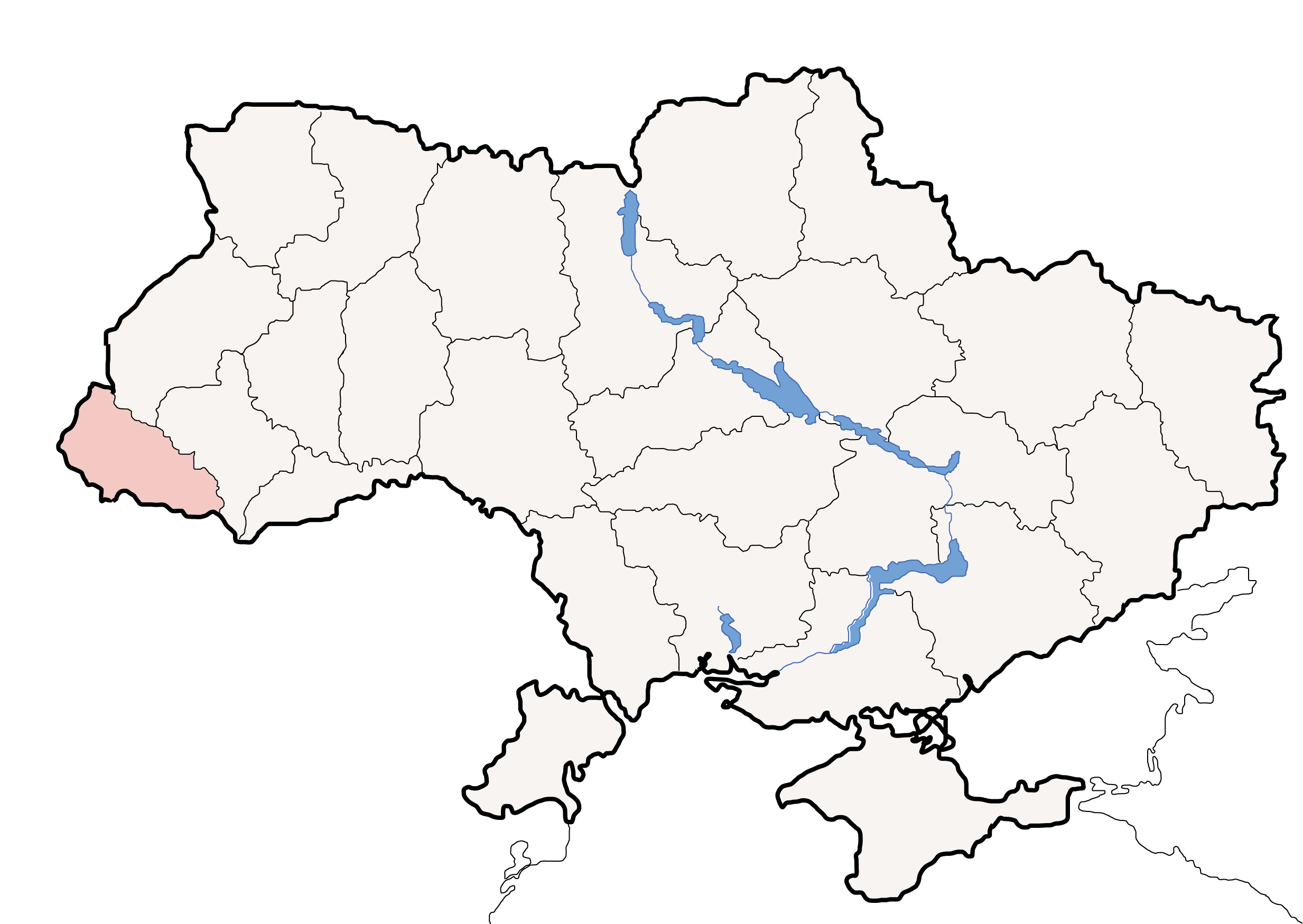
Zakarpattia Oblast da Ucrânia (em vermelho)

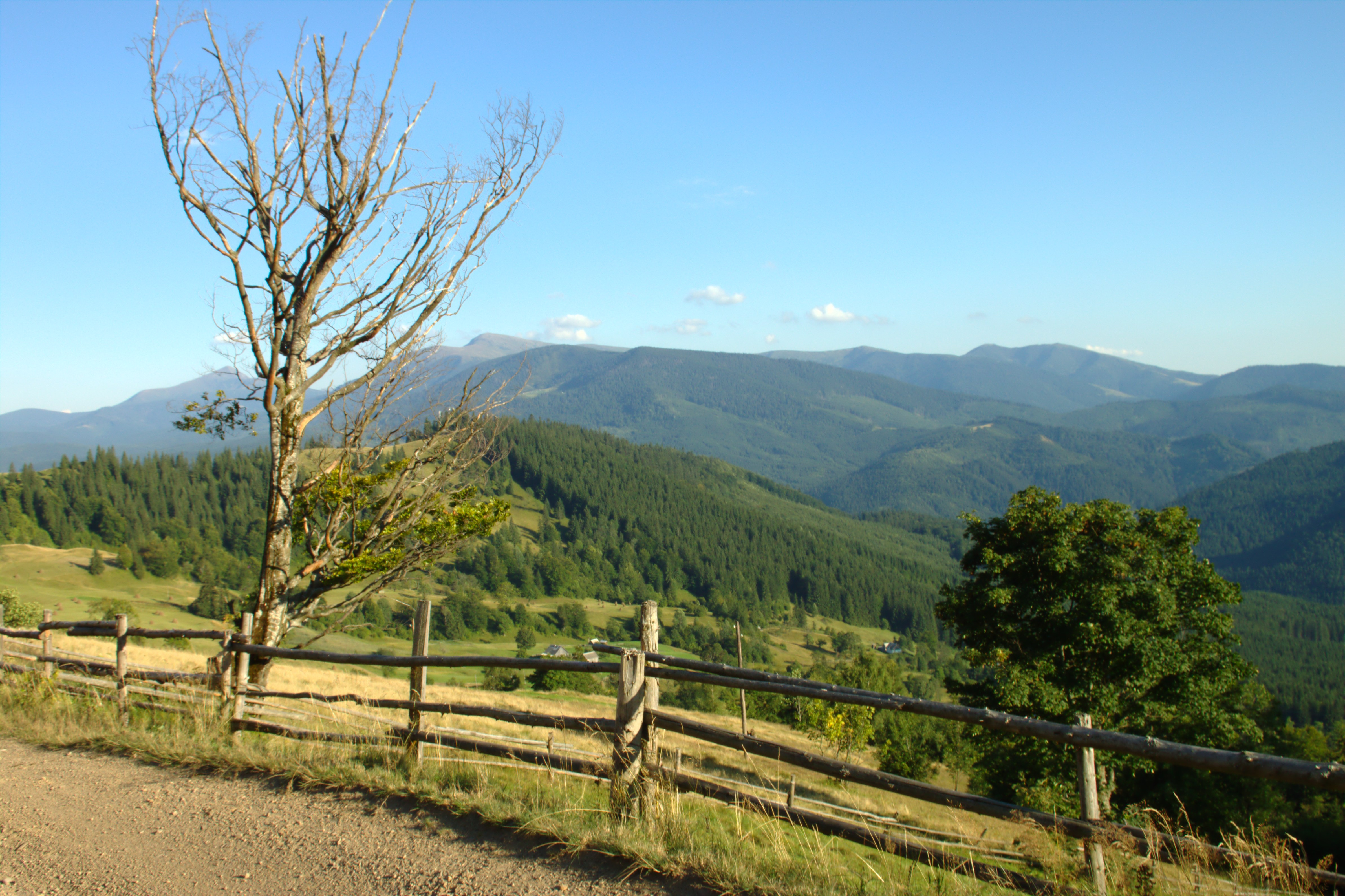
A estrada para Yasinya a partir de um centro de esqui

A Rutênia Subcarpática, Transcarpátia, Transcarpácia, Rutênia Cárpata, ou ainda Rutênia dos Cárpatos, é uma região histórica do Leste Europeu, já dominada sucessivamente pela Hungria, Império Austro-Húngaro, Tchecoslováquia, Hungria (por causa da ocupação alemã da Checoslováquia), União Soviética (com a anexação desse território após a segunda guerra, posteriormente incorporado ao território da república socialista soviética da Ucrânia em 1956 ) e a Ucrânia (após a Dissolução da União Soviética). Atualmente a maior parte de seu território compõe o óblast ucraniano da Zacarpátia.
O nome deriva do protoeslavo Za Karpattiya ("além dos Cárpatos"). Por isso a região também é conhecida no ocidente como Transcarpátia, tradução do prefixo eslavo za- pelo latino trans- (como Transjordânia e Transnístria). Nos países eslavos ocidentais (Polônia, República Tcheca, Eslováquia) é conhecida como Podcarpátia, o que seria equivalente a Ciscarpátia, já que do ponto de vista ocidental a região está aquém dos Cárpatos.
O outro nome alternativo, Rutênia Subcarpátia, faz referência à Rutênia, região histórica muito maior que compreenderia a Rússia europeia, a Bielorrússia e grande parte da Ucrânia, e seria a origem dos povos eslavos.